# Као Лам
Као Лам (тайск. ข้าวหลาม) — национальный тайский десерт. Делается следующим образом: отварной рис заливают кокосовым молоком и настаивают в течение дня, затем его расфасовывают в бамбуковые чурки, где с одной стороны образовывается естественная пробка, а с другой заливают сахаросодержащими продуктами (мёд, сахар, фруктовый сироп) и ставят запекаться на небольшой огонь. Под воздействием температуры сахарная пробка карамелизируется и закупоривает выход. Так как используется уже предварительно отваренный рис, то время запекания очень непродолжительное. После запекания блюдо готово к транспортировке.
Для того, чтобы насладиться вкусным Као Лам, надо после приготовления (или покупки) разломать бамбук с помощью тяжёлого предмета. Обычно это делают продавцы сами. Затем с помощью ложки или рук можно приступать к трапезе.
В рис часто вмешивают различные фрукты или бобы.